# Bredbjerg
Bredbjerg is een plaats in de Deense regio Zuid-Denemarken, gemeente Nordfyn. De plaats telt 237 inwoners (2020).